# Обейд, Хорхе
Хорхе Альберто Обейд (исп. Jorge Alberto Obeid; 24 ноября 1947, Диаманте, Энтре-Риос — 28 января 2014, Санта-Фе) — аргентинский политик, губернатор провинции Санта-Фе в 1995—1999 и 2003—2007 годах. Член Хустисиалистской партии.

## Биография
Хорхе Обейд родился в небольшом городе Диаманте в семье итальянско-ливанского происхождения. После окончания школы он переехал в город Санта-Фе, где получил образование инженера-химика в  университете «Дель – Литораль». Обейд был активистом политического течения перонистов, и во время правления военной хунты был вынужден уехать из страны.
В 1987 году Обейд стал членом законодательного собрания города Санта-Фе, а затем его председателем. В 1991 году, после отставки мэра города, Обейд занял его место. В 1995—1999 и 2003—2007 годах Обейд был губернатором провинции Санта-Фе.
В 1999—2003, 2007—2011 и в 2013—2014 годах Обейд был членом Палаты депутатов Аргентины.
Хорхе Обейд умер 28 января 2014 года в больнице Сан-Херонимо города Санта-Фе от тромбоэмболии лёгочной артерии.